# Hey Bulldog
Hey Bulldog é uma canção dos Beatles que aparece no álbum Yellow Submarine. Escrita majoritariamente por John Lennon (creditada à Lennon/McCartney), recebendo algumas contribuições de Paul McCartney no estúdio, a música foi gravada durante a filmagem do vídeo promocional de Lady Madonna e é uma das poucas músicas dos Beatles que se baseia num riff de piano. Para Lennon, "uma grande gravação, mas não significa nada".

## Visão Geral
Durante a gravação da música, Paul McCartney começou a "latir". Inicialmente escrito como "Hey Bullfrog", o nome foi mudado no meio da música para "Hey Bulldog" (fazendo referência à raça de cachorro devido aos "latidos" de Paul).
Segundo Geoff Emerick, engenheiro de som dos Beatles, esta foi a última gravação que os quatro realizaram como um time dinâmico e com o entusiasmo de cada membro do grupo. Quando a banda voltou ao estúdio para gravar o Álbum Branco, já estavam muito ocupados com assuntos de negócios e as diferenças pessoais e artísticas estavam se fortalecendo, o que culminaria, mais tarde, na separação definitiva do grupo.
Durante essas sessões, os Beatles foram fotografados gravando a música. Foi uma das poucas vezes em que eles se deixaram filmar gravando nos Estúdios Abbey Road, pois preparavam um filme promocional (depois editado para o single 'Lady Madonna') que seria lançado enquanto eles estivessem numa viagem à Índia, previamente planejada.
A música foi usada num segmento animado do filme Yellow Submarine, que inicialmente só apareceu na versão Européia. Foi restaurada e vista pela primeira vez em 30 anos no relançamento de 1999. Para promover o relançamento, a Apple pegou as filmagens originais do vídeo promocional de Lady Madonna e o reestruturou para usar como vídeo promocional da própria Hey Bulldog.
O riff de guitarra da canção foi incluído no álbum Love, de 2006, na faixa "Lady Madonna". Algumas risadas de Lennon e McCartney (contidas na música original) foram colocadas na faixa de transição "Blue Jay Way".

## Versão inicial
Há uma primeira versão da música com apenas John ao piano. A demonstração da canção, de apenas 48 segundos, intitula-se "She Can Talk To Me" (o primeiro nome da música) e aparece em bootlegs como o "Artifacts" (Volume 1, Disco 4) e o "The Lost Lennon Tapes" (Volume 18).

## Outras versões
"Hey Bulldog" teve outras versões feitas por outros artistas. Entre eles, estão Jim Schoenfeld, Tea Leaf Green, Eric McFadden, Ween, Elvis Costello, Honeycrack, Ian Moore, Gomez, Rolf Harris, Toad the Wet Sprocket, Firewater, Alice Cooper, The Gods, Skin Yard, U-Melt, Dave Matthews, Paddy Milner, of Montreal, Manfred Mann's Earth Band, The Golden Ticket, Dave Matthews & Friends, Crash Kings The Roots (The Boxer-Contor Mike Patto).

## Ficha Técnica
- John Lennon - Piano, Guitarra rítmica, Vocais principais e falas (na seção final)
- Paul McCartney - Baixo, Pandeireta, Vocal de apoio (harmônico), falas e "latidos"
- George Harrison - Guitarra solo
- Ringo Starr - Bateria e falas